# Перссон-Мелин, Сигне
Сигне Перссон-Мелин (швед. Signe Persson-Melin, полное имя Signe Harriet Persson-Melin; 19 июня 1925, Уллсторп — 31 августа 2022, Мальмё) — шведская дизайнер и художник, в основном работавшая с керамикой и стеклом.

## Биография
Родилась 19 июня 1925 года в муниципалитете Томелилла в семье дизайнера и строителя Эрика Зигфрида Перссона.
Рано заинтересовавшись глиной, Сигне бросила школу, чтобы работать на горшечной фабрике в Ломме. Получила художественное образование в Школе искусств и ремёсел в Копенгагене в 1946—1948 годах и в Школе искусств Констфак в Стокгольме в 1949—1950 годах в области керамики и стекла. Дебютировала со своими работами в 1953 году в Galerie Moderne в Стокгольме и совершила прорыв на выставке H55 (Hälsingborgsutställningen) с кухонными предметами для специй с текстовым обозначением их содержимого, что было ново и дерзко для того времени, и публика сразу приняла её. В 1950—1960 годах она стала известна простой и функциональной керамикой в деревенском стиле, а также керамическими кувшинами и чашами, подчёркивая при этом аспекты выгоды такой посуды.
С 1967 года Сигне Перссон-Мелин работала дизайнером на стекольном заводе Бода вместе с Моникой Бакстрём и Эриком Хёглундом. В 1969 году стеклянные банки квадратной формы дизайна художницы выпускались разных размеров с пробковой крышкой. В 1970-х годах она разработала различные стеклянные изделия для шведской компании BodaNova, выпускающей кухонные и бытовые товары. Также она разрабатывала изделия из керамики для предприятий Рёрстранд, Höganäs Keramik и Orrefors Kosta Boda. Имела собственную мастерскую в Мальмё.
Художница создала несколько монументальных работ из керамики и глазури, в частности для станции метро Т-Сентрален в Стокгольме. Работала с изделиями из жести — в 2004 году она создала оригинальный чайник для компании Svenskt Tenn в связи со своим 80-летием и в память о Эстрид Эриксон.
В 1985 году Сигне Перссон-Мелин стала первым шведским профессором дизайна стекла и керамики в Школе искусств в Стокгольме. Её работы представлены во многих музеях страны, включая Национальный музей Швеции в Стокгольме. Награждена медалью Принца Евгения (2001) и удостоена приза Луннинга (1958); в 2002 году удостоена Премии региона Сконе в области культуры.
Была замужем за художником-графиком Джоном Мелином. Сын — скульптор Трулс Мелин.